# خاندان اولدنبورگ
خاندان اولدنبورگ (تلفظ آلمانی: [ˈɔldn̩bʊʁk] ()) یک دودمان اروپایی هستند که اصالتی از آلمان شمالی و شهر اولدنبورگ دارند. این خاندان یکی از پرقدرت‌ترین و مؤثرترین خاندان‌ها در تاریخ اروپا است، با زیرشاخه‌هایی که بر دانمارک، ایسلند، یونان، نروژ، روسیه، سوئد، دوک‌نشین‌های شلسویگ، هولشتاین، و اولدنبورگ فرمانروایی می‌کنند یا می‌کردند. پادشاهان امروزی دانمارک و نروژ، پادشاه سابق یونان، پادشاه بریتانیا، و نیز چهارده نفر نخستین در ردیف جانشینی تاج‌وتخت بریتانیا، همگی از اعضای پسری شاخه گلوکسبورگ از این خاندان هستند.
این خاندان هنگامی به برتری و برجستگی رسید که کنت کریستین یکم اولدنبورگ در سال ۱۴۴۸ به‌عنوان پادشاه دانمارک، در ۱۴۵۰ به‌عنوان پادشاه نروژ، و در ۱۴۵۷ به‌عنوان پادشاه سوئد انتخاب شد. خاندان اولدنبورگ تابه‌حال مشغول حکومت بر تاج‌وتخت دانمارک هستند.

## نگارخانه

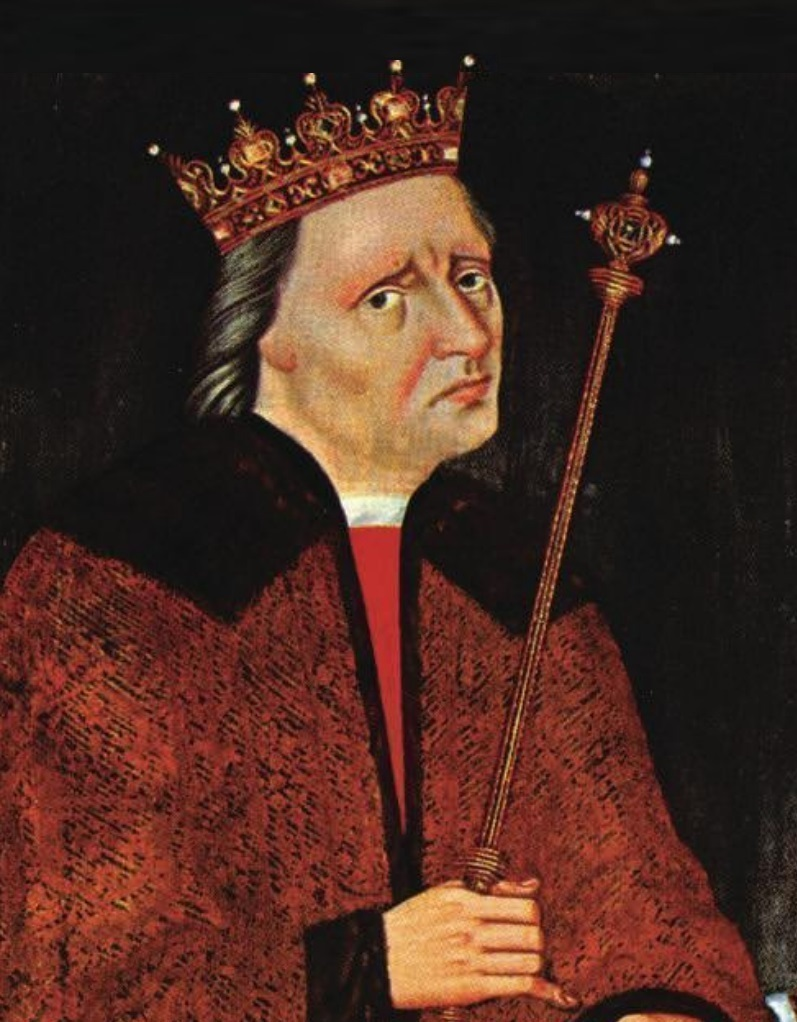
نخستین پادشاه اولدنبورگ کریستین یکم دانمارک، نروژ و سوئد بود. (۱۴۲۶–۱۴۸۱)
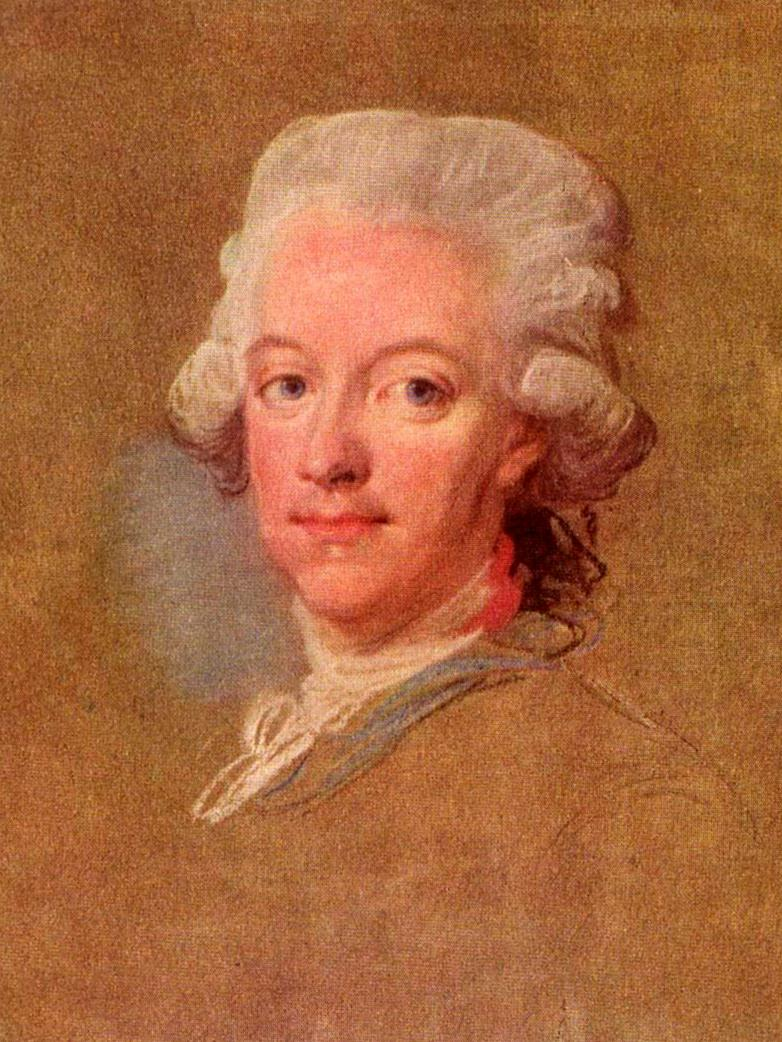
برجسته‌ترین پادشاه اولدنبورگ سوئد گوستاو سوم بود. (۱۷۴۶–۱۷۹۲)
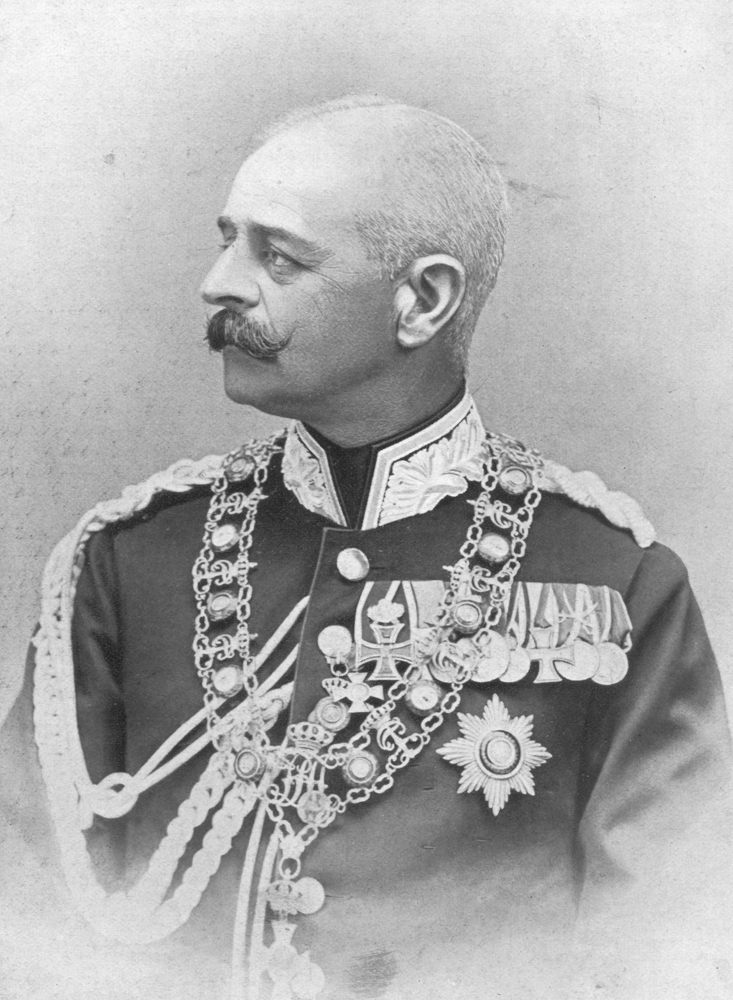
فردریک آوگوستوس دوم، دوک بزرگ اولدنبورگ (۱۸۵۲–۱۹۳۱)
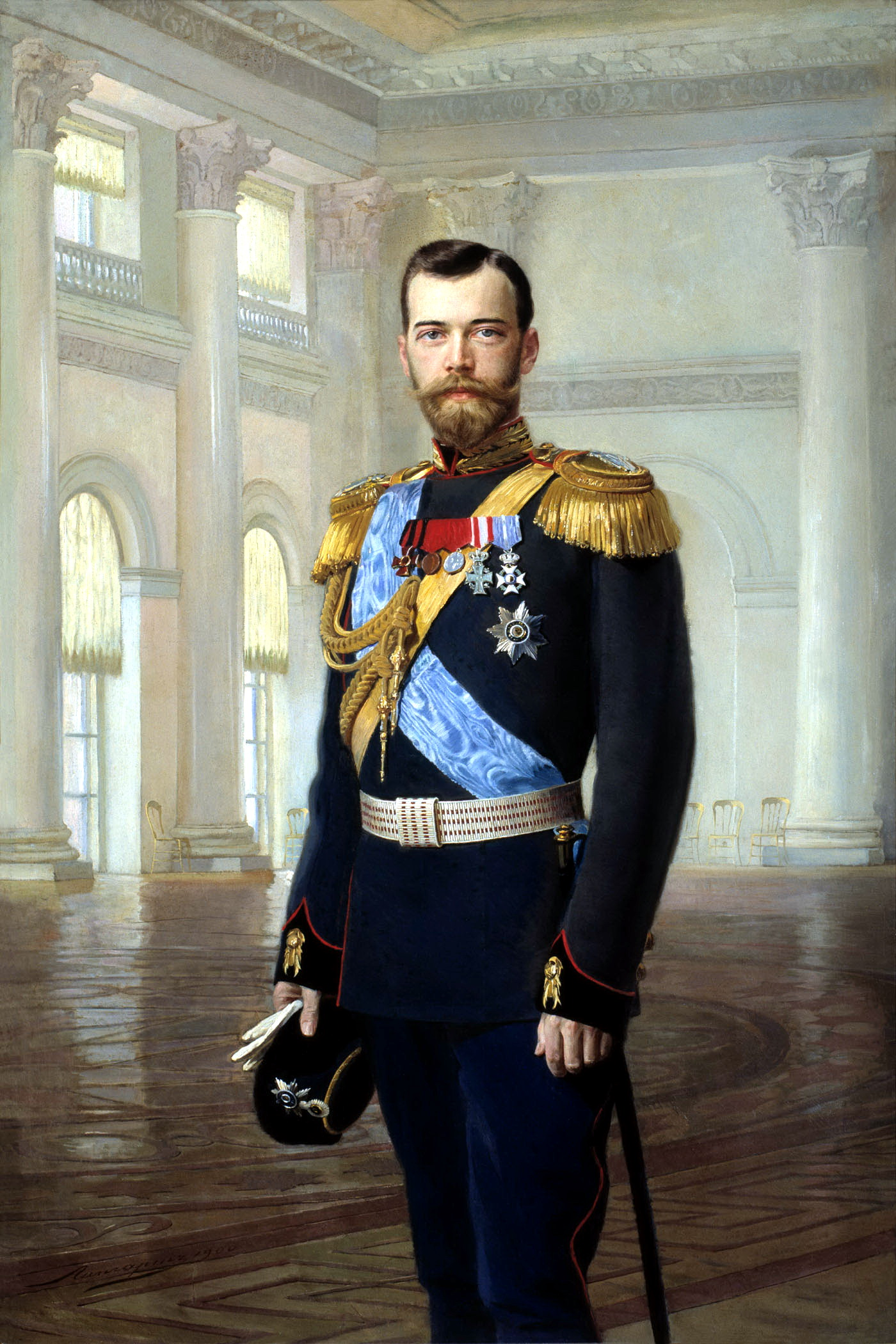
نیکلای دوم واپسین امپراتور روسیه بود. (۱۸۶۸–۱۹۱۸)
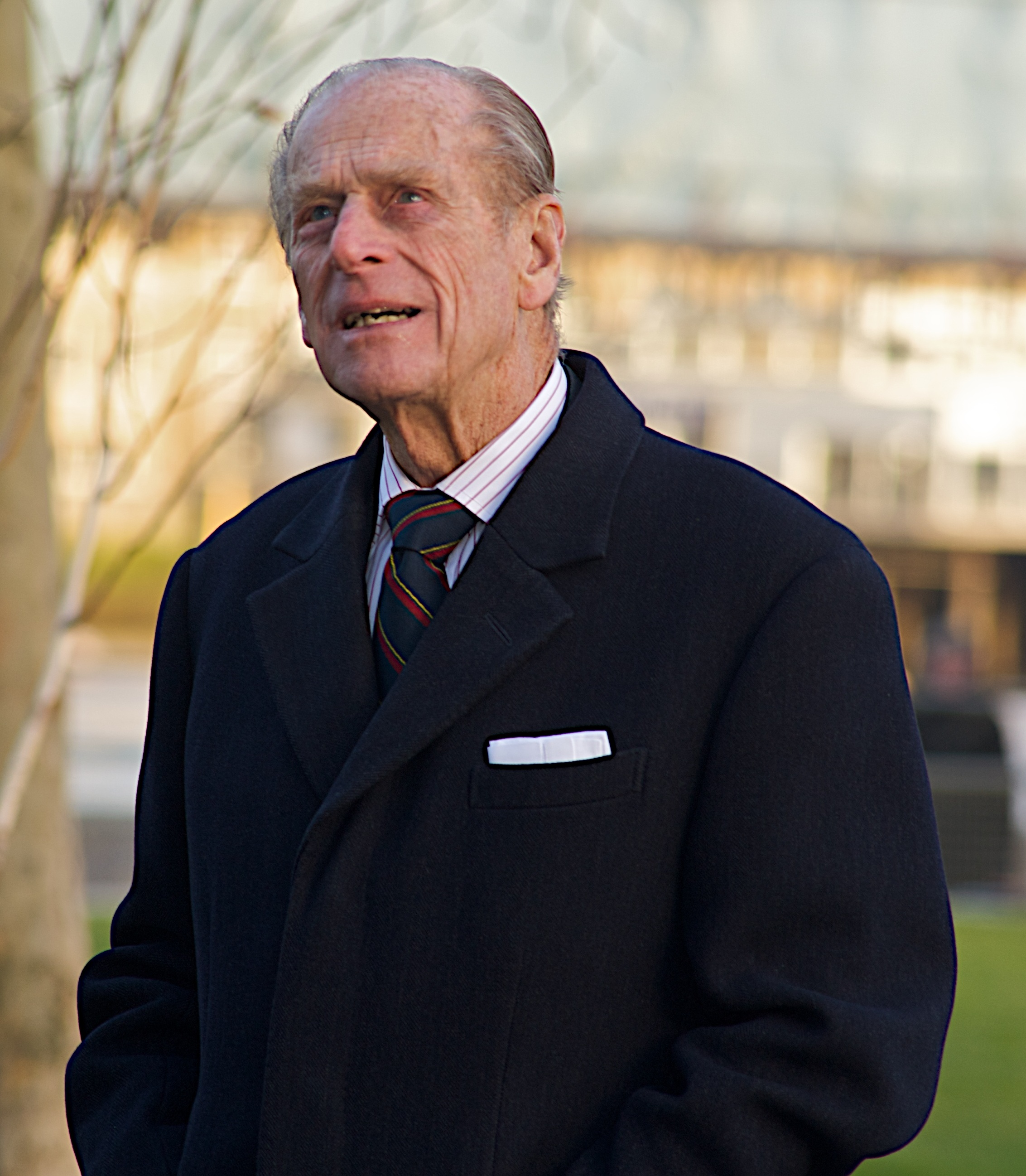
شاهزاده فیلیپ، دوک ادینبرو، شاهزادهٔ یونان و دانمارک (۱۹۲۱–۲۰۲۱)
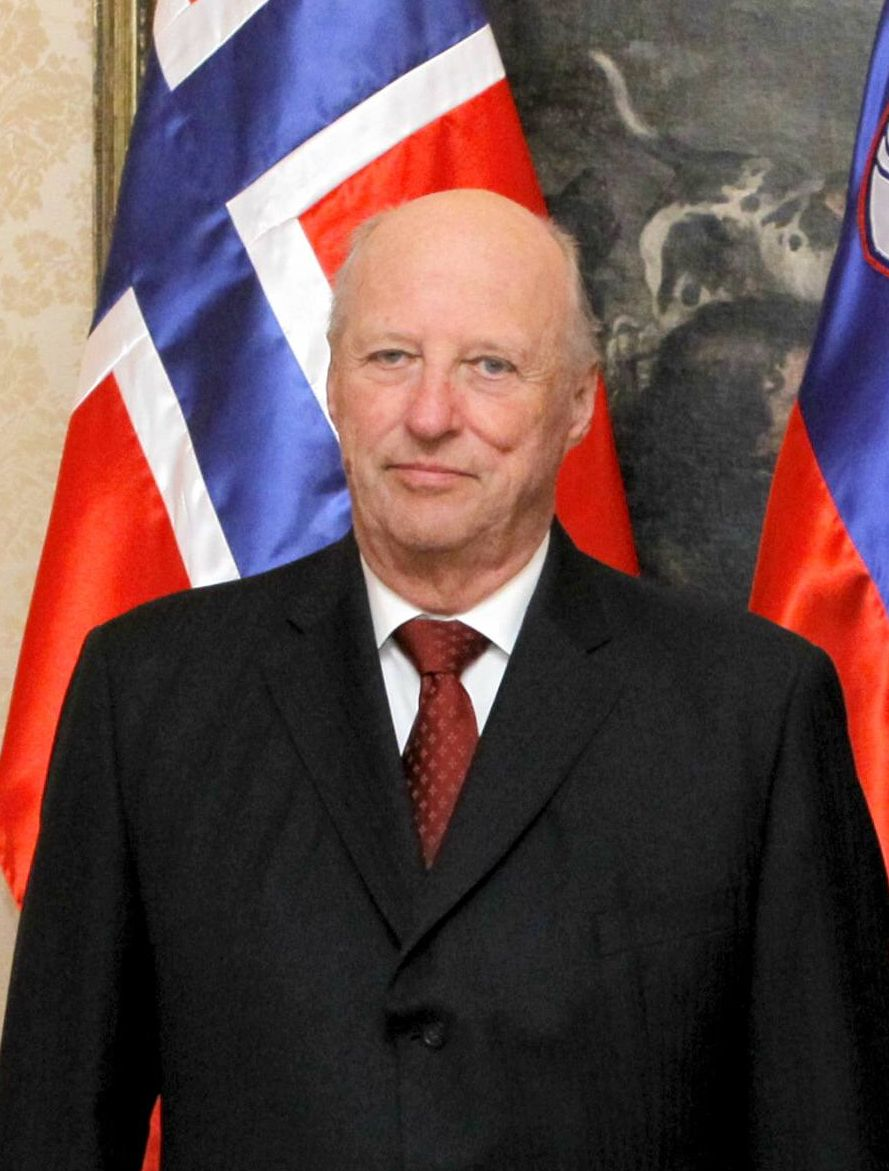
پادشاه هارالد پنجم نروژ (*۱۹۳۷)
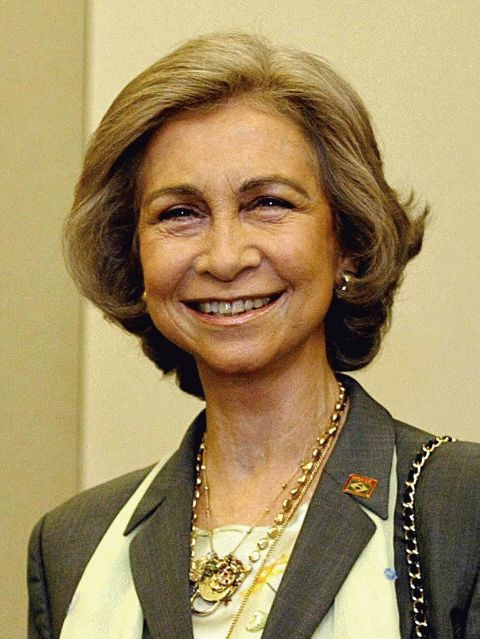
ملکه سوفیای اسپانیا، شاهدخت یونان و دانمارک (*۱۹۳۸)
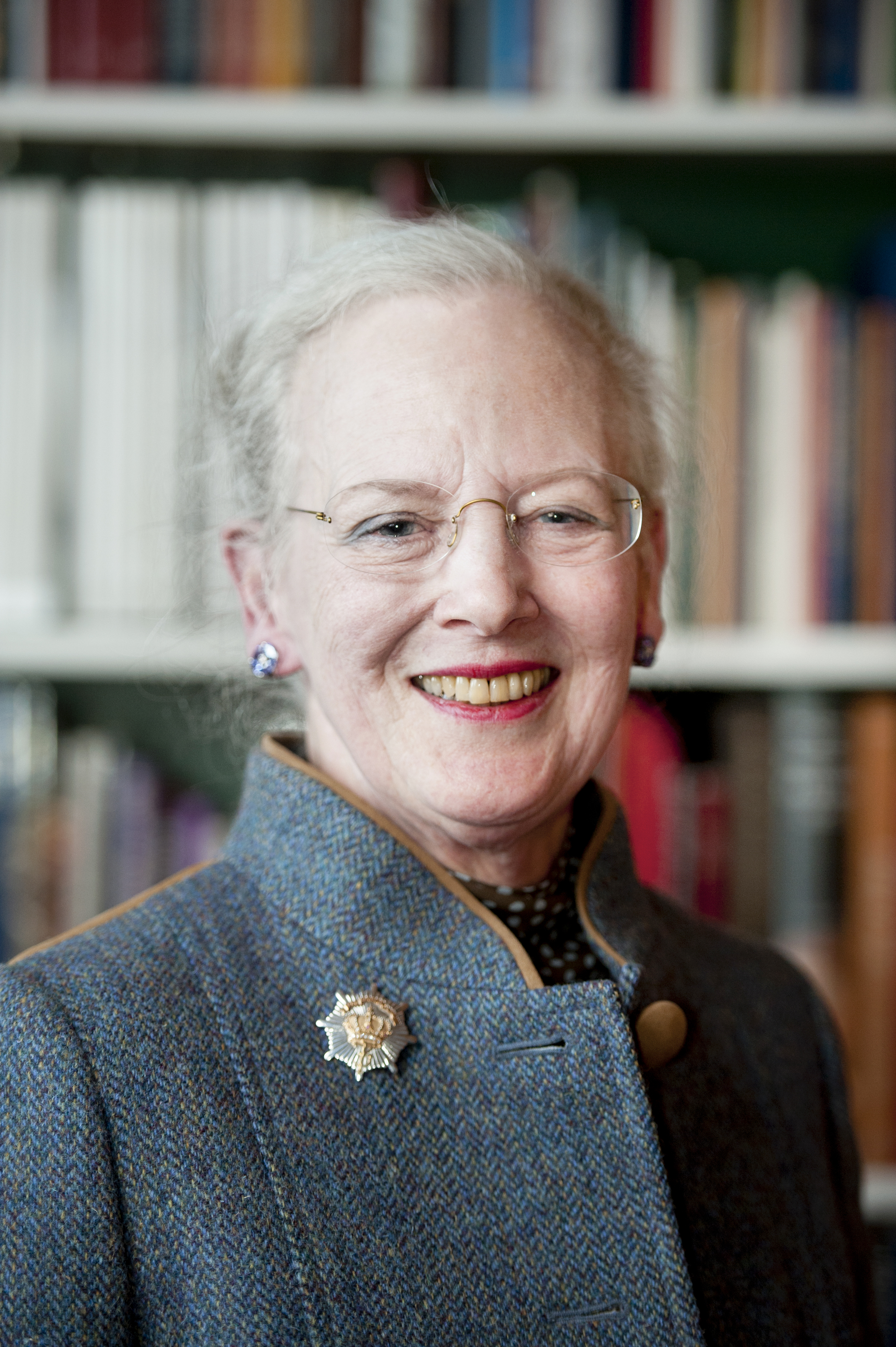
مارگریت دوم دانمارک ملکه سابق دانمارک (۱۹۴۰-۲۰۲۴)
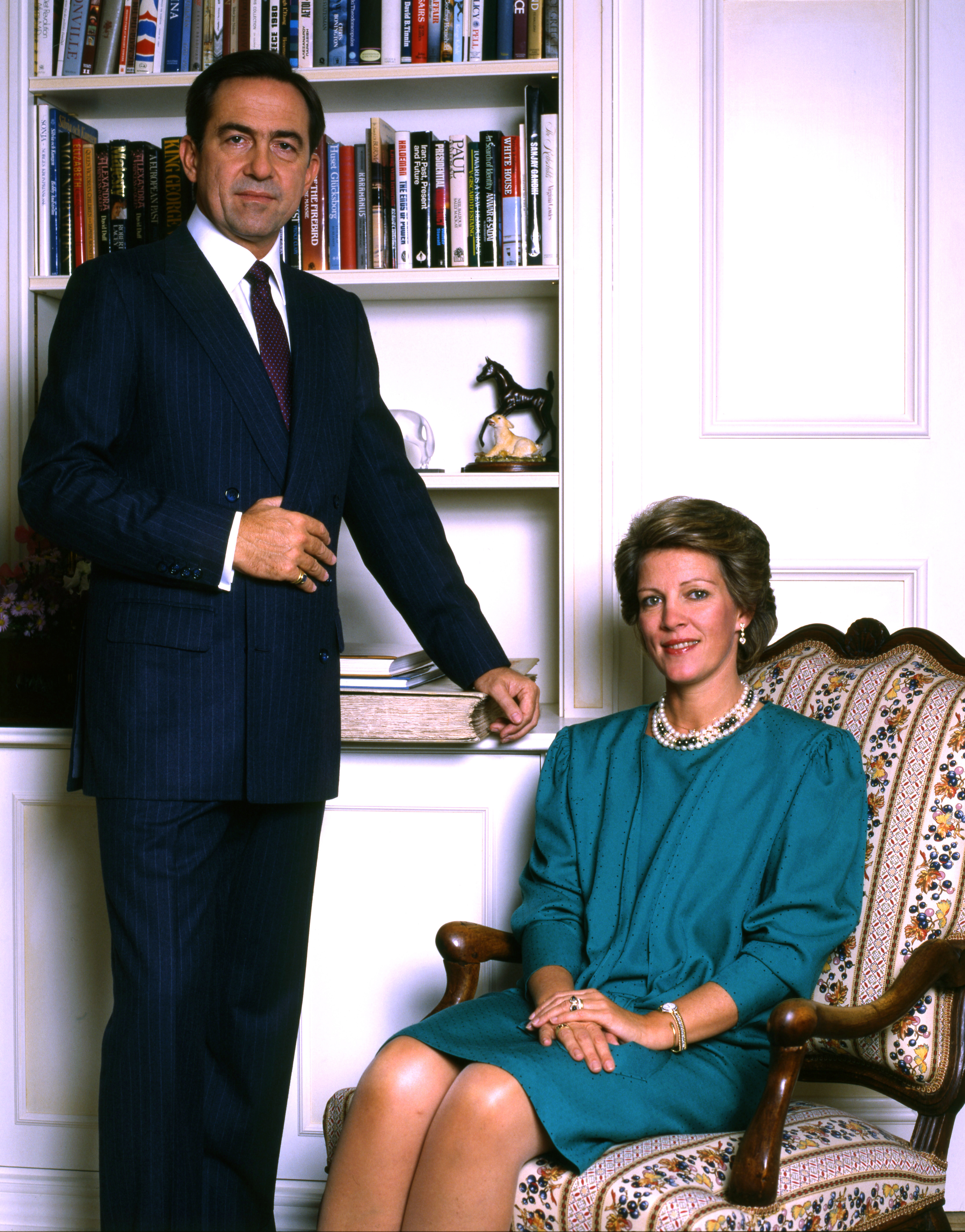
پادشاه سابق کنستانتین دوم (*۱۹۴۰) و ملکه آنا ماریای (*۱۹۴۶) یونان، هر دو اولدنبورگ هستند، او شاهزادهٔ دانمارک است.
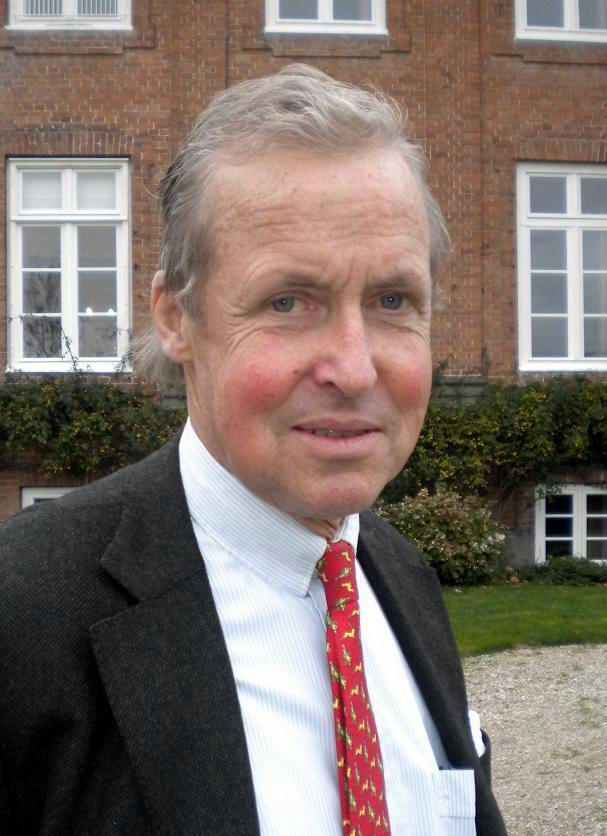
کریستف، شاهزاده شلسویگ‌هولشتاین (*۱۹۴۹)، رئیس خاندان اولدنبورگ از ۱۹۸۰